# União das Freguesias de Pegões
União das Freguesias de Pegões é uma freguesia portuguesa do município de Montijo, com 79,77 km² de área e 4090 habitantes (censo de 2021). A sua densidade populacional é 51,3 hab./km².

## História
Foi criada aquando da reorganização administrativa de 2012/2013,  resultando da agregação das antigas freguesias de Santo Isidro de Pegões e Pegões.

### Colónia Agrícola de Pegões
Colonização, a uma vaca, uma vitela, uma égua, uma carroça com alfaias e um empréstimo de seis mil escudos. Estas facilidades levaram a que, a partir de 1952, cinco anos após o início das obras de transformação da herdade, 206 colonos e respetivas famílias ali se fixassem.
Os três núcleos contavam ainda com outras infraestruturas, a saber, escolas primárias, centros de convívio, 3 centros sociais de apoio à infância e postos médicos, igreja em Pegões Velhos e nas Faias, cemitério, 3 centros de assistência técnica, casas para os técnicos residentes e uma Pousada para o pessoal técnico exterior.
Dos requisitos para o recrutamento dos colonos elaborados em 1938 e registados num parecer da Câmara Corporativa, constava que o candidato deveria «Ser português, menor de 45 anos, robusto e saudável, sério, ter amor ao trabalho e à família, não ser alcoólico, nem desordeiro, acatar a Constituição e a ordem social, ser anti-comunista, católico, casado pelo civil e religioso, ter exercido durante cinco anos mesteres agrícolas (...)».
O Prof. Henrique de Barros foi o grande mentor do projeto técnico de colonização e José Garcês Pereira Caldas, como Presidente da Junta de Colonização Interna, o executor.
O projeto arquitetónico, saído do traço dos arquitetos Henrique Albino e António José de Oliveira Trigo, apresenta um aspeto pitoresco, cuja tipologia conservadora e ruralista é típica do Estado Novo, com os seus telhados, arcadas e alpendres característicos.
Em contraste com este estilo, o conjunto de edifícios constituído pela Igreja de Santo Isidro, pelas casas do pároco e professoras e pelas duas escolas do núcleo de Pegões Velhos, sobressai pelo traço modernista, e paradoxal, do arquiteto Eugénio Correia. Aqui importa salientar a influência da obra de Oscar Niemeyer, quer pelas evidentes filiações intelectuais ligadas ao modernismo brasileiro em voga nos anos 40 do século XX, mas também pela concepção e interação do projeto com o espaço envolvente e pelos materiais utilizados (fuso cerâmico).
A 7 de Março de 1958 foi constituída a Cooperativa Agrícola de Santo Isidro de Pegões, como infraestrutura indispensável de apoio ao plano de fomento e ordenamento agrícola executado pela Junta de Colonização Interna que, em colaboração com a Junta Nacional do Vinho, implantou na área cerca de 800 hectares de vinha e todos os meios técnicos e humanos. O projeto de arquitetura dos edifícios da Cooperativa e Adega é da autoria do arquiteto Neves Teixeira. Superada a fase de ocupação decorrente do processo revolucionário iniciado em Abril de 1974, a Cooperativa Agrícola de Santo Isidro empreendeu um amplo projeto de recuperação e modernização que tornaram os vinhos de Pegões reconhecidos e premiados tanto a nível nacional como internacional.
Após a Revolução de Abril, e com a consequente extinção da Junta de Colonização Interna, iniciou-se um longo processo de regularização da posse dos casais e terrenos agrícolas, até então Património do Estado em renda resolúvel (num valor total de 180.000 Escudos, pagos em quotas anuais de 7000 Escudos - décadas de 1960/70). A insistência dos colonos levou à atribuição da posse plena das suas frações em finais da década de 1980.

### Caracterização da União das Freguesias de Pegões
A antiga freguesia de Pegões foi aprovada a sua criação em 11 de julho de 1985 na Assembleia da Republica sendo publicada em Diário da Republica em 4 de Outubro de 1985. Tinha uma extensão de 24 km2 aproximadamente e uma população de 2360 habitantes, nos censos de 2011. Era constituída pelos seguintes lugares – Pegões Cruzamento, Pegões Gare, Afonsos, Craveiras do Norte e Craveiras do Sul. Predominantemente rural, a sua principal atividade económica era a agricultura e a floresta, sendo a localidade de Pegões Cruzamento uma zona de serviços e comércio.
A antiga freguesia de Santo Isidro de Pegões foi criada em 14 de outubro de 1957 e tinha uma extensão de 55,33 km2 e uma população de 1538 habitantes, pelos censos de 2011. Era constituída pelos seguintes lugares, Pegões Velhos, Faias, Foros do Trapo e Figueiras. Nesta freguesia a atividade predominante era a viticultura e produção de horto-primores, cenouras e batatas. Compunham a freguesia os lugares de Afonsos, Craveira Norte, Craveira Sul, Pegões Cruzamento, Pegões Gare, Pegões velhos, Figueiras Faias e Foros do Trapo.
A atual União de freguesias de Pegões confronta com as freguesias de Canha (concelho de Montijo), Vendas Novas (concelho de Vendas Novas) e Poceirão e Marateca (concelho de Palmela).

## Demografia
A população registada nos censos foi:
| Distribuição da População por Grupos Etários | Distribuição da População por Grupos Etários | Distribuição da População por Grupos Etários | Distribuição da População por Grupos Etários | Distribuição da População por Grupos Etários | Distribuição da População por Grupos Etários |
| -------------------------------------------- | -------------------------------------------- | -------------------------------------------- | -------------------------------------------- | -------------------------------------------- | -------------------------------------------- |
| Antes da agregação                           |                                              |                                              |                                              |                                              |                                              |
| Ano                                          | 0-14 anos                                    | 15-24 anos                                   | 25-64 anos                                   | >= 65 anos                                   | Total                                        |
| 2001                                         | 498                                          | 506                                          | 1862                                         | 692                                          | 3558                                         |
| 2011                                         | 547                                          | 412                                          | 2141                                         | 813                                          | 3913                                         |
| Após a agregação                             |                                              |                                              |                                              |                                              |                                              |
| Ano                                          | 0-14 anos                                    | 15-24 anos                                   | 25-64 anos                                   | >= 65 anos                                   | Total                                        |
| 2021                                         | 505                                          | 456                                          | 2232                                         | 897                                          | 4090                                         |

## Equipamentos
- Educação: Agrupamento de Escolas de Pegões ( Escola Básica 2, 3 de Pegões  , 4 salas de Jardim de infância, 9 salas de 1º Ciclo)
- Saúde: 2 unidades de saúde
- Desporto: 3 polidesportivos
- Transportes: Estação CP, também é servida por rede de transportes públicos, rodoviária do Alentejo e TST

## Associativismo
- Grupo Desportivo de Pegões Gare;
- Grupo Desportivo dos Foros do Trapo;
- Sociedade Recreativa das Figueiras;
- Sociedade Recreativa do Cruzamento de Pegões;
- Grupo Recreativo Desportivo e Cultural das Craveiras;
- Sociedade Recreativa de Pegões Velhos;
- Sociedade Recreativa das Faias;
- Escola de Judo;
- Escola de Musica e Dança de Pegões.
- Agrupamento de Escuteiros (967).